# Власовци
Власовци или Власювци е бивше село в Централна България, присъединено към село Чарково.

## География
Власовци е разположено на юг от Габрово по река Янтра.

## История
При избухването на Балканската война в 1912 година един човек от Власовци е доброволец в Македоно-одринското опълчение.
През 1951 година колибите Власовци заедно с колибите Чарковете образува село Чарково. През 1971 година Чарково е присъединено към Габрово, а в 1983 година е отново отделено като самостоятелно селище.

## Личности
Родени във Власовци
- Ангел С. Горски (1890 – ?), македоно-одрински опълченец, 2 рота на 5 одринска дружина, ранен, носител на орден „За храброст“ IV степен[3]